# 流马镇
流马镇，是中华人民共和国四川省南充市南部县下辖的一个乡镇级行政单位。2019年10月，撤销四龙乡，将其所属行政区域划归流马镇管辖。

## 行政区划
流马镇下辖以下地区：
亮垭子村、白马庙村、普利寺村、铁连寺村、朝真观村、夏家垭村、永兴庵村、天星桥村、青龙嘴村、冯家嘴村、狮子口村、双凤庵村、谢家庵村、踏水桥村和秋垭庙村，南岳庙村、老君观村、柏林子村、板凳垭村、黄龙观村、代家坪村、土地垭村、董家庵村、九湾子村、黑龙观村、龛院寺村、金狮村、青龙庵村和胤龙庵村。